# ۱۲۱۸ (میلادی)
۱۲۱۸ (میلادی) هزار و دویست و هجدهمین سال تقویم میلادی است.

## درگذشتگان
‎